# Shadeland (Indiana)
Shadeland es un pueblo ubicado en el condado de Tippecanoe en el estado estadounidense de Indiana. En el Censo de 2010 tenía una población de 1610 habitantes y una densidad poblacional de 22,74 personas por km².

## Geografía
Shadeland se encuentra ubicado en las coordenadas 40°20′41″N 86°57′49″O / 40.34472, -86.96361. Según la Oficina del Censo de los Estados Unidos, Shadeland tiene una superficie total de 70.8 km², de la cual 70.2 km² corresponden a tierra firme y (0.85%) 0.6 km² es agua.

## Demografía
Según el censo de 2010, había 1610 personas residiendo en Shadeland. La densidad de población era de 22,74 hab./km². De los 1610 habitantes, Shadeland estaba compuesto por el 96.02% blancos, el 0.43% eran afroamericanos, el 0.56% eran amerindios, el 0.5% eran asiáticos, el 0.06% eran isleños del Pacífico, el 1.43% eran de otras razas y el 0.99% pertenecían a dos o más razas. Del total de la población el 3.29% eran hispanos o latinos de cualquier raza.